# 蓝箭 (童话)
《蓝箭》（義大利語：La freccia azzurra）是意大利儿童文学作家贾尼·罗大里1964年出版的童话故事书，讲述了一个以蓝箭为首的玩具们集体叛逃去寻找一个贫苦少年的故事。

## 意大利出版
1954年在佛罗伦萨出版《蓝箭号的旅程》，之后又更改了标题和一些情节，1964年在罗马再版。之后又有重印本和合印本，至少有1985年和1991年两种学校课本版。
- Gianni Rodari. Il viaggio della freccia azzurra, Firenze, Centro Diffusione Stampa, 1954.
- Gianni Rodari. La freccia azzurra, Roma, Editori Riuniti, 1964.
- Gianni Rodari. . La biblioteca di Gianni Rodari. Einaudi Ragazzi. 2010. ISBN 9788879268721.

## 中文译本
- 贾尼·罗大里. . 外国儿童文学译丛. 由俞克富翻译. 四川少年儿童出版社. 1984年. CSBN 1024·247.
- 贾尼·罗大里. . 世界少年经典文学丛书. 由俞克富翻译. 大众文艺出版社. 2003年1月. ISBN 9787801711335.
- 贾尼·罗大里. . 罗大里经典作品丛书. 由李婧敬翻译. 中国少年儿童出版社. 2012年1月. ISBN 9787500797029.

## 改编
- 林泉（改编）; 邹世俊 / 王良瑜（绘画）. . 四川美术出版社. 1986年6月. CSBN 8373·688.
- 1996年意大利同名电影。